# Anderson County (Tennessee)
Das Anderson County ist ein County im US-Bundesstaat Tennessee. Das U.S. Census Bureau hat bei der Volkszählung 2020 eine Einwohnerzahl von 77.123 ermittelt. Der Verwaltungssitz (County Seat) ist Clinton, das nach George Clinton, dem früheren Gouverneur von New York und zweiten Vizepräsidenten der Vereinigten Staaten, benannt wurde.
Das County ist Bestandteil der Knoxville Metropolitan Statistical Area, der Metropolregion um die Stadt Knoxville.

## Geografie

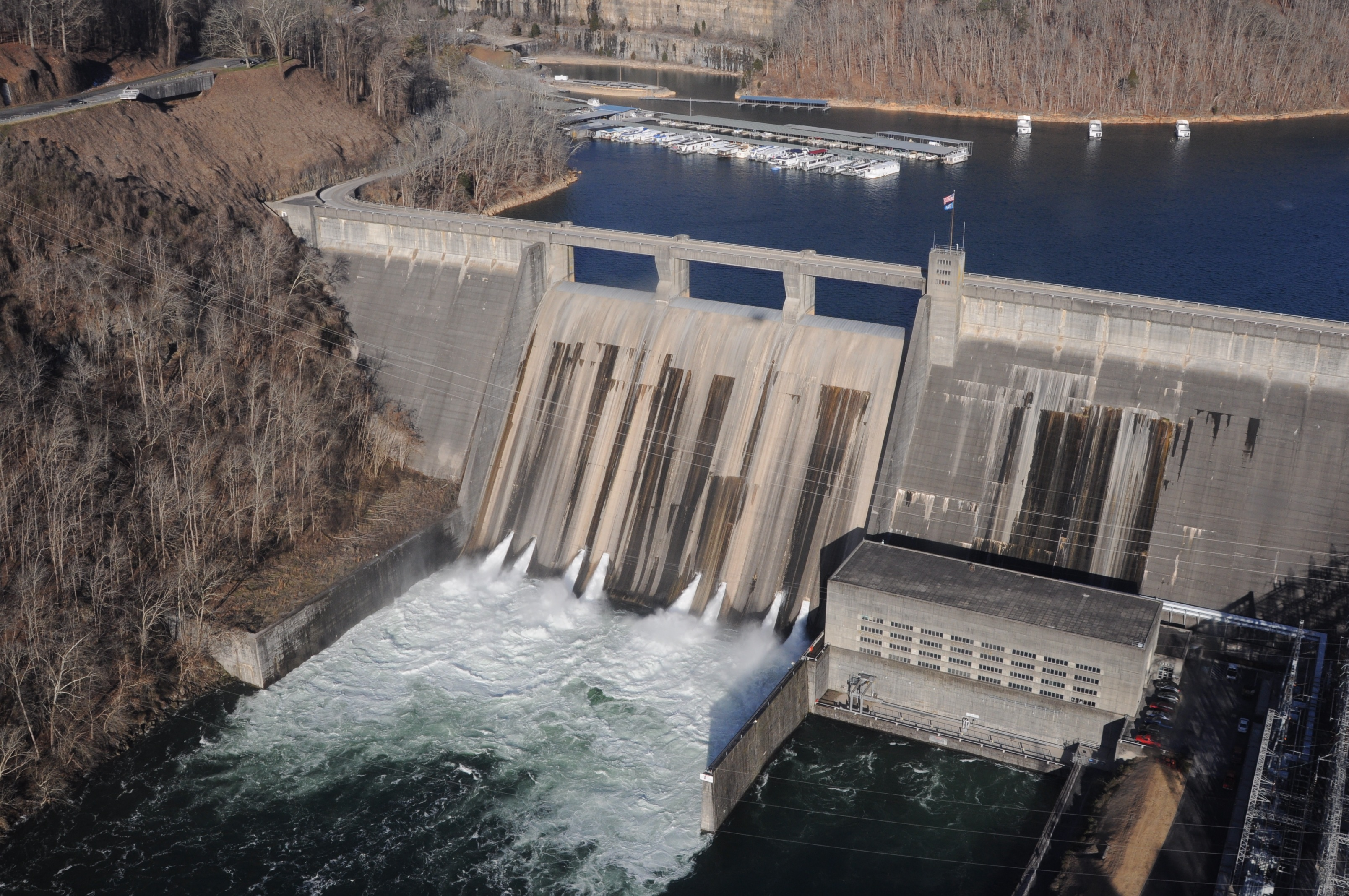
Norris Dam

Das County liegt im mittleren Nordosten von Tennessee und ist im Norden etwa 60 km von Kentucky sowie der westlichen Spitze von Virginia entfernt. Es hat eine Fläche von 893 Quadratkilometern, wovon 19 Quadratkilometer Wasserfläche sind.
Das County wird vom Clinch River durchflossen, der über den Tennessee River und den Ohio zum Stromgebiet des Mississippi gehört. Im Nordosten des Countys befindet sich mit dem durch den Norris Dam gebildeten Norris Lake eine der zahlreichen Talsperren entlang des Clinch River, die von der Tennessee Valley Authority zur Energieerzeugung errichtet worden waren.
An das Anderson County grenzen folgende Nachbarcountys:
| Scott County  | Campbell County | Union County |
| Morgan County |                 |              |
| Roane County  |                 | Knox County  |

## Geschichte

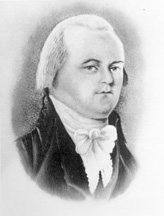
Joseph Anderson

Das Anderson County wurde am 6. November 1801 aus ehemaligen Teilen des Grainger County und des Knox County gebildet. Benannt wurde es nach Joseph Anderson (1757–1837), einem Offizier im Amerikanischen Unabhängigkeitskrieg, späterem Richter im Südwest-Territorium (1791–1797), US-Senator von Tennessee (1797–1815) und erstem Auditor im US-Finanzministerium (1815–1836).

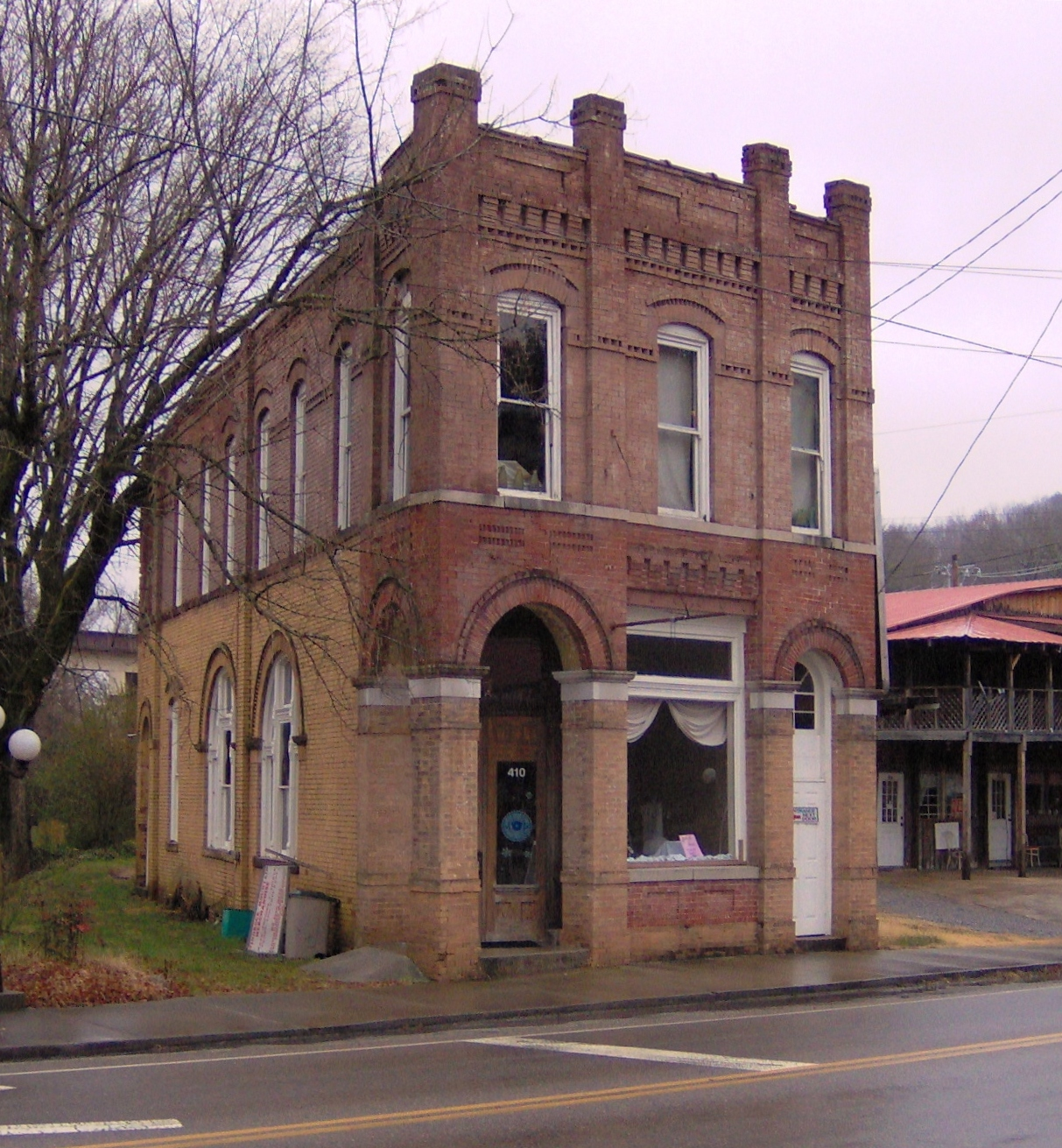
Die Oliver Springs Banking Company ist einer von 19 Einträgen des Countys im NRHP.

19 Bauwerke und Stätten des Countys sind im National Register of Historic Places (NRHP) eingetragen (Stand 9. August 2018).

## Bevölkerung
Nach der Volkszählung im Jahr 2010 lebten im Anderson County 75.129 Menschen in 30.851 Haushalten. Die Bevölkerungsdichte betrug 86 Einwohner pro Quadratkilometer. In den 30.851 Haushalten lebten statistisch je 2,35 Personen.
Ethnisch betrachtet setzte sich die Bevölkerung zusammen aus 91,9 Prozent Weißen, 3,8 Prozent Afroamerikanern, 0,3 Prozent amerikanischen Ureinwohnern, 1,1 Prozent Asiaten sowie aus anderen ethnischen Gruppen; 1,9 Prozent stammten von zwei oder mehr Ethnien ab. Unabhängig von der ethnischen Zugehörigkeit waren 2,4 Prozent der Bevölkerung spanischer oder lateinamerikanischer Abstammung.
21,9 Prozent der Bevölkerung waren unter 18 Jahre alt, 60,7 Prozent waren zwischen 18 und 64 und 17,4 Prozent waren 65 Jahre oder älter. 51,7 Prozent der Bevölkerung war weiblich.
Das jährliche Durchschnittseinkommen eines Haushalts lag bei 43.645 USD. Das Prokopfeinkommen betrug 23.260 USD. 17,3 Prozent der Einwohner lebten unterhalb der Armutsgrenze.

## Orte im Anderson County
| Citys - Clinton - Rocky Top2 - Norris - Oak Ridge1 | Town - Oliver Springs3 |

Census-designated place (CDP)
| - Andersonville |

Unincorporated Communities
| - Beech Grove - Belmont - Bethel - Braytown - Briceville | - Buffalo - Claxton - Devonia - Fork Mountain - Fraterville | - Heiskell4 - Marlow - Rosedale |

1 – teilweise im Roane County

2 – teilweise im Campbell County

3 – teilweise im Morgan und im Roane County

4 – teilweise im Knox County

## Gliederung
Das Anderson County ist in 8 durchnummerierte Distrikte eingeteilt:
| Distrikt | Einwohner (2010) | FIPS     |
| -------- | ---------------- | -------- |
| 1        | 10.065           | 47-90002 |
| 2        | 9.336            | 47-90192 |
| 3        | 10.483           | 47-90382 |
| 4        | 9.113            | 47-90572 |
| 5        | 8.691            | 47-90762 |
| 6        | 9.051            | 47-90952 |
| 7        | 8.875            | 47-91142 |
| 8        | 9.515            | 47-91332 |